# Valle de Betsaida
El Valle de Betsaida (en hebreo: בקעת הבטיחה‎) es un valle en la costa noreste del Kinéret en las escarpadas estribaciones de los Altos del Golán central, en Israel.

## Etimología
El Valle de Betsaida lleva el nombre de la ciudad de Betsaida, mencionada en el Nuevo Testamento. En hebreo beit significa casa y tzed significa caza y pesca. El nombre resultante significa "casa del pescador" o "casa del cazador". El término hebreo Beit-tzaida, adaptado a la fonética griega (el Nuevo Testamento fue escrito en griego) y transliterado al latín, produce Betsaida.

## Humedales
El río Jordán y los arroyos que descienden del Golán central crean un paisaje de pantanos y superficies de aguas abiertas, denominadas deltas, estuarios o lagunas.
Los siguientes cinco ríos o arroyos fluyen a través del valle (de oeste a este): Jordán, cuyo curso superior termina aquí, en el extremo norte; luego Meshushim; recoge las aguas de los arroyos Katzrin y Zavitan), Yehudiya (con Batra como afluente), Daliyot y Sfamnun / Sfamnon (en hebreo: נחל שפמנון‎ Nahal Sfamnon). Los humedales están protegidos como parte de la Reserva Natural Majrase – Betiha (Valle de Betsaida). La reserva cubre 6.930 dunams, algunos de ellos tierras agrícolas, y representa una secuencia de hábitats (río, marisma, laguna y hábitat lacustre).
El río Meshushim, que ya ha recibido las aguas de Zavitan, y el río Yehudiya, se unen poco antes de llegar al lago y forman el estuario de Zaki, mientras que el río Daliyot crea el Majrase  o estuario de Majrasa, también conocido como estuario del río Daliyot. Majrase es la mayor reserva natural de agua dulce controlada por Israel.

## Arqueología
Múltiples sitios arqueológicos, incluidos dólmenes, sugieren que fue poblado por agricultores y pescadores desde principios de la Edad del Bronce. Desde el período del Segundo Templo hasta el período bizantino estuvo densamente poblado.

## Galería

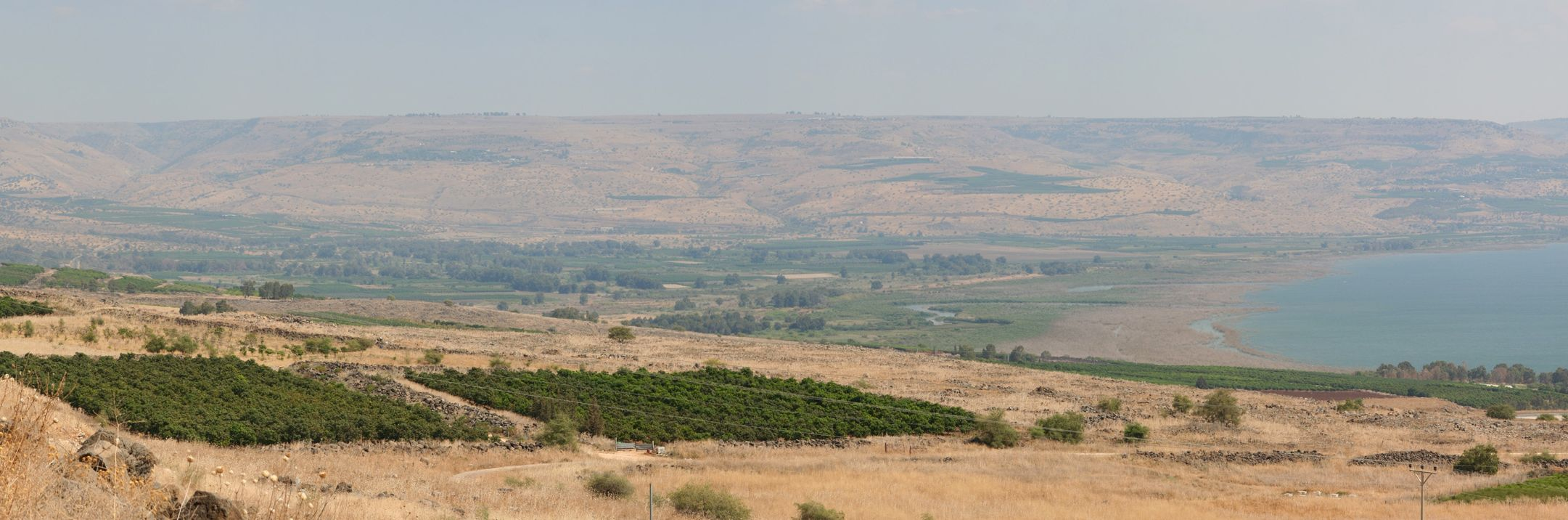
Valle de Betsaida junto al Kinéret

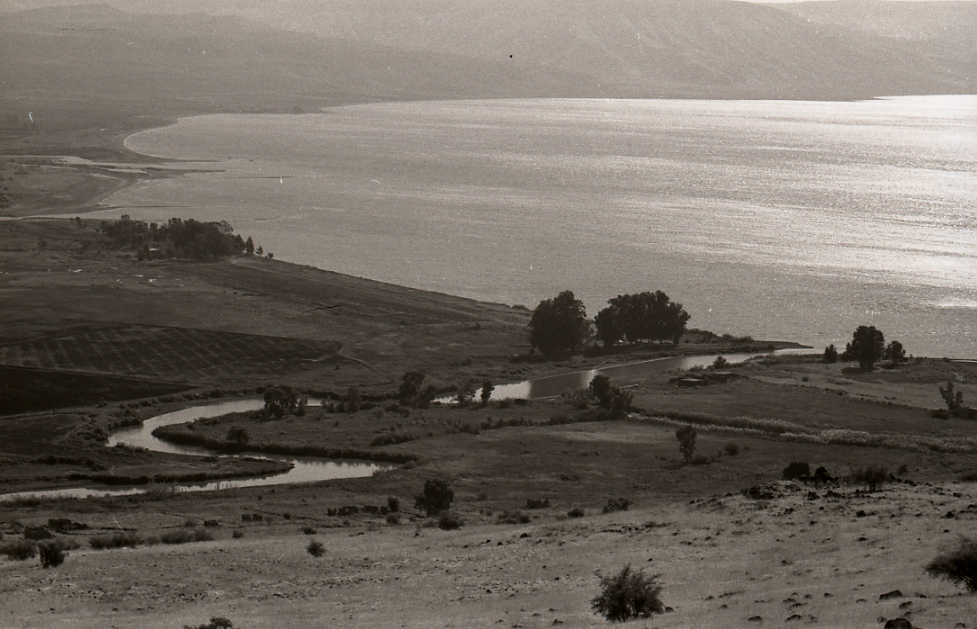
Valle de Betsaida, río Jordán

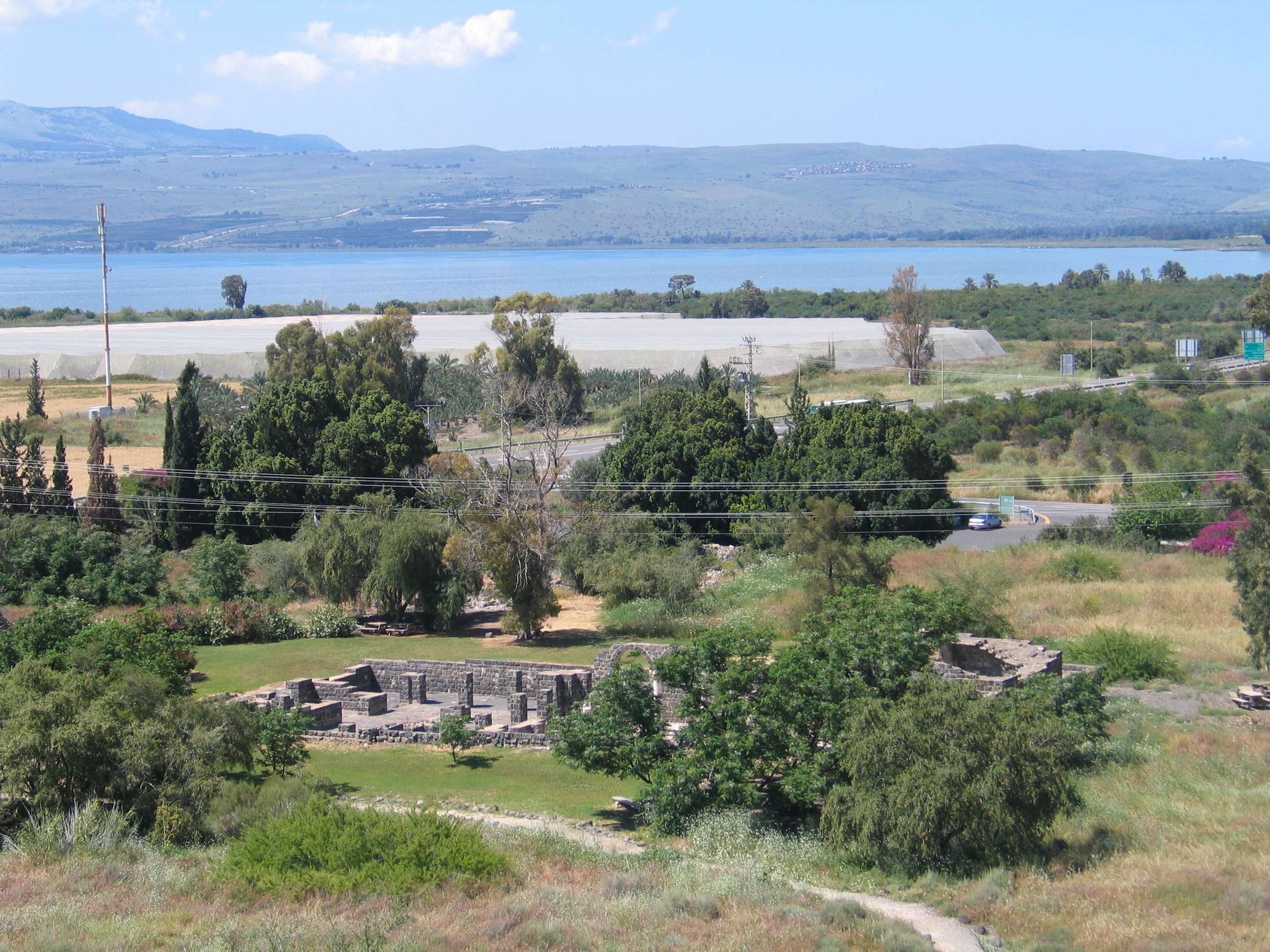
Vista del Parque Nacional Kursi; al fondo el Kinéret

]] 